# 찰스 프랭크

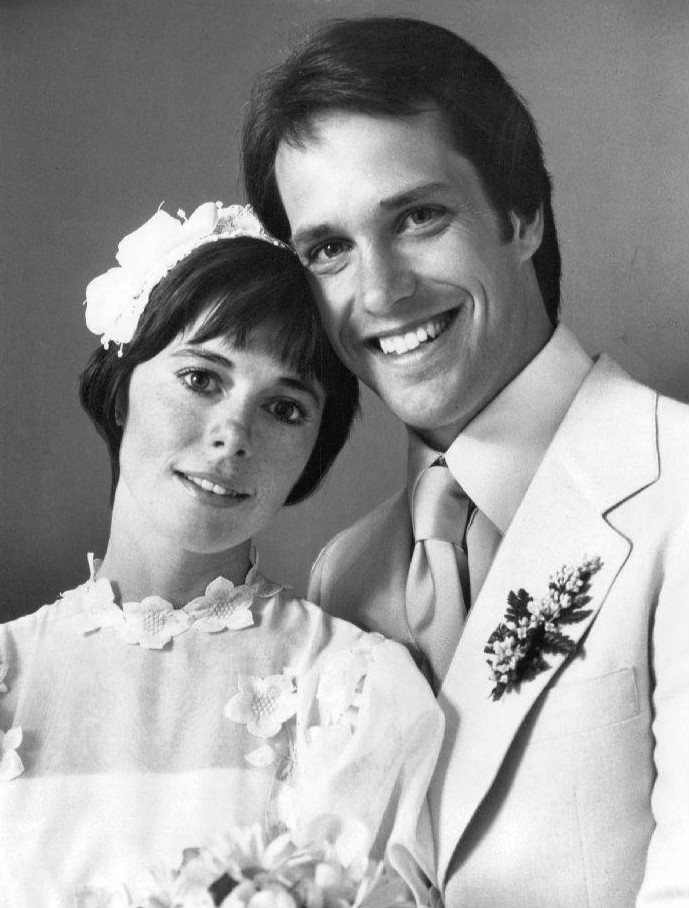

찰스 프랭크(Charles Frank, 1947년 4월 17일 ~ )는 미국의 배우, 텔레비전 배우이다.
올림피아에서 태어났다.

## 출연 작품

### 영화
- CSA (2004년)
- 다니엘 스틸 - 사랑의 굴레 (1991, Changes)
- 파라다이스 (1988년)
- 니나의 죽음 (1988년)
- 뜨거운 애정 게임 (1988년)
- LBJ: 초창기 (1987년)
- 크리스마스 이브 (1986년)
- 델라필드 부인 결혼하다 (1986년)
- 호텔 - 시리즈 (1983년)
- 필사의 도전 (1983년)
- 더 뉴 매버릭 (1978년)
- 저 하늘에도 태양이 2 (1978년)
- 사랑의 유람선 (1977년)
- 명탐정 바나비 존즈 (1973년)
- 자니 더 자이언트 킬러 (1950년)

### 텔레비전
- 매쉬 - 시리즈 (1972년)
- 원더 우먼 - TV 시리즈 (1975년)
- LA 로 (1986년)